# ECOSUL
A Ecosul - Empresa Concessionária de Rodovias do Sul S.A. é uma concessionária de rodovias pertencente ao grupo EcoRodovias, criada para administrar o Polo Rodoviário de Pelotas por um período de 28 anos.

## Rodovias concedidas
A Ecosul possui concedido o chamado Polo Rodoviário de Pelotas, que totaliza 457,3 km de extensão e compreende as seguintes rodovias federais:
- BR-116 - Camaquã / Pelotas / Jaguarão - total: 260,5km;
- BR-392 - Rio Grande / Pelotas / Santana da Boa Vista - total: 196,8 km.